# أليس إيستوود
أليس إيستوود (بالإنجليزية: Alice Eastwood)‏ (19 يناير 1859 - 30 أكتوبر 1953)، عالمة نباتات كندية أمريكية. يعود لها الفضل في بناء المجموعة النباتية في أكاديمية كاليفورنيا للعلوم في سان فرانسيسكو. نشرت ما يزيد عن 310 مقالة علمية وألفت أسماء لحوالي 395 نوعاً من النباتات البرية، وهو رابع أكبر عدد من الأسماء النباتية التي كتبتها عالمة أنثى. يوجد الآن 17 نوعاً نباتياً معروفة مسمّاة باسمها، بالإضافة إلى جنس إيستووديا وجنس أليسيلا.

## حياتها
ولدت أليس إيستوود لكولين سكينر إيستوود و إليزا جين غودي ايستوود في 19 يناير 1859، في تورنتو، كندا. ثم انتقلت العائلة إلى دنفر بولاية كولورادو في 1873. في عام 1879 ، تخرجت بتفوق من مدرسة شاوا الكاتوليكية في دنفر.
كانت عالمة نباتات ذاتية التعلم، واعتمدت على المعرفة من أدلة علم النبات المنشورة بما في ذلك دليل غراي وفلورا كولورادو". معرفتها النباتية قادتها إلى طلبها لتوجيه ألفرد راسل والاس حتى قمة جبل غرايز في دنفر. كانت إيستوود أيضا عضواً في جمعية ثيودور درو أليسون كوكيرل [الإنجليزية] لبيولوجيي كولورادو.
في 1891، وبعد مراجعة مجموعة عينات إيستوود في دنفر، استأجرت ماري كاثرين برانديجي - منسقة قسم النبات في أكاديمية كاليفورنيا للعلوم - إيستوود لمساعدتها في معشبة الأكاديمية. هناك أشرفت إيستوود على النمو الهائل للمعشبة. في 1892، تمت ترقيتها إلى منصب المنسق المشترك للأكاديمية مع برانديجي. وبحلول عام 1894، مع تقاعد برانديجي، كانت ايستوود رئيسةً لقسم النبات، وهو المنصب الذي شغلته حتى تقاعدها في 1949.
توفيت في سان فرانسيسكو في 30 أكتوبر 1953. تحتفظ الأكاديمية بمجموعة من أوراقها وأعمالها.

## منشورات مختارة متوفرة على الإنترنت
- Bergen's botany (1901) With Joseph Young Bergen.
- A flora of the South Fork of Kings River (1902)
- Leaflets of western botany Vol. 1-10 with index (1932–1966) With J.T. Howell.
- Zoe: a biological journal Vol. 3-4. (1892) With K.L. Brandegee and T.S. Brandegee. Retrieved 2009-08-19.

## وصلات خارجية
- السيرة الذاتية لأليس إيستوود
- C. Michael Hogan. 2011. السيرة الذاتية لأليس إيستوود. موسوعة الأرض، المجلس الوطني للعلوم والبيئة، واشنطون دي سي
- أعمال أليس إيستوود متوفرة على الأنترنت على موقع مكتبة بيوديفيرستي التراثية.
- Proceedings of the California Academy of Sciences, Fourth series, Vol. XXV متوفر على الأنترنت على موقع مكتبة بيوديفيرستي التراثية..